# Bebryce acanthoides
Bebryce acanthoides är en korallart som beskrevs av Thomson och Russell 1910. Bebryce acanthoides ingår i släktet Bebryce och familjen Plexauridae. Inga underarter finns listade i Catalogue of Life.